# Kleinfontein
Kleinfontein är en i praktiken självstyrande enklav i Sydafrika bestående enbart av afrikaanstalande vita sydafrikaner, belägen strax utanför landets huvudstad Pretoria. Kleinfontein grundades omkring 1990 som ett företag och är omgärdat av avspärrningar och bommar. Endast individer som anses leva upp till samhällets etniska och kulturella krav på att representera och utöva afrikaanerkulturen tillåts flytta in och (med vissa undantag) röra sig i samhället, vilket lett till kritik från det övriga sydafrikanska samhället. Alla nya invånare måste erkänna gemenskapens centrala värden som protestantismen och språket Afrikaans. Av den anledningen finns inga katoliker eller judar i gemenskapen. Förespråkare har menat att de afrikaaner som bor i Kleinfontein utövar sin rätt till kulturellt självbestämmande, som har stöd i landets grundlag. I Kleinfontein finns ett minnesmärke för Hendrik Verwoerd, en av apartheidpolitikens mest framträdande ledare, i en centralt placerad byst.